# Akhsi
Akhsi fou una antiga ciutat de la vall de Fergana, que en temps de Baber era la segona ciutat del territori, després d'Andijan.
Era una de les dues ciutats de la vall situades al nord del riu Sihun o Saihun, a menys de 40 km a l'oest d'Andijan. Se l'anomenava també Akhsikit i antigament Akhsikint. Fou la capital d'un principat timúrida creat per Umar Xaïkh Mirza (Umar Xaïkh II), però després es va traslladar a Andijan. Akhsi estava emmurallada i no gaire lluny corria el riu Sihun; era una ciutat considerable i els seus suburbis s'estenien tres quilòmetres més enllà de les muralles.
Correspon a la moderna Eski, una petita vila de l'Uzbekistan.